# Guerreros de Lara
Los Guerreros de Lara son un equipo profesional de béisbol de Venezuela con sede en Barquisimeto, Lara. Compiten en la Liga Mayor de Béisbol Profesional y disputan sus partidos como locales en el Estadio José Bernardo Pérez de Valencia. Sus contrincanes son: Marineros de Carabobo, Senadores de Caracas, Delfines de La Guaira, Centauros de La Guaira, Caciques de Distrito, Samanes de Aragua y Líderes de Miranda.
El equipo, miembro fundador de la Liga Mayor de Béisbol Profesional (LMBP), fue fundado en 2021 con el nombre de Guerreros de Caracas. En el año 2022 la franquicia se llamó Guerreros del Caribe, para la temporada 2023 el equipo pasó a ser Guerreros de Lara y cambio su logo y colores.

## Historia

### Temporada 2021: Guerreros de Caracas
La primera temporada de la Liga Mayor para los Guerreros fue positiva registrando 17 victorias y 13 derrotas en 30 juegos, por lo cual empató con los Senadores de Caracas en el segundo lugar, y por average de carreras los Guerreros clasificaron a semifinales en 3° lugar, por lo cual se tuvieron que enfrentar a los mismos Senadores de Caracas. El equipo no fue capaz de ganar un solo partido ante los Senadores terminando 3 a 0, y el conjunto de Caracas obtuvo el boleto a la final.

### Temporada 2022: Guerreros del Caribe
La temporada 2022 vio cómo el equipo terminó en penúltimo lugar, con récord de 19 victorias y 22 derrotas en 41 juegos, el equipo no jugó el último partido debido a que su rival estaba en el último puesto y no afectaba los lugares de la tabla de posiciones.

### Temporada 2023: Guerreros de Lara
El equipo decidió cambiar de localización y decide adoptar el Nombre de Guerreros de Lara, además cambia sus colores al rojo y amarillo y Reemplaza su logo por uno más acorde a su nombre, el cual consiste en un casco que forma una letra G.

## Logo
El primer logo del equipo consistía en la palabra «guerreros», una pelota de béisbol por arriba con una base debajo con la palabra Caracas y dos bates en forma de X. El segundo Logo es exactamente el mismo pero reemplaza la palabra Caracas por Caribe y finalmente el tercer y actual logo del equipo consiste en un casco tipo centurión del imperio romano que forma una G

## Jugadores
| Pitchers | Pitchers           | Pitchers | Pitchers | Pitchers | Pitchers   | Pitchers            | Pitchers             |
| #        | Nombre             | Batea    | Lanza    | Altura   | Peso (Lbs) | Fecha de nacimiento | Lugar de nacimiento  |
| -------- | ------------------ | -------- | -------- | -------- | ---------- | ------------------- | -------------------- |
| 62       | Araujo, Elvis      | L        | L        | 6'7      | 275        | 07/15/1991          | Venezuela            |
|          | Burgos, Samuel     | R        | R        | 6'3      | 205        | 06/07/1999          | República Dominicana |
| 45       | Campos, Leonel     | R        | R        | 6'2      | 215        | 07/17/1987          | Venezuela            |
| 37       | Castellano, Josue  | L        | L        | 5'11     | 220        | 01/13/1992          | Venezuela            |
| 51       | Flores, José       | R        | R        | 6'2      | 190        | 12/31/1992          | Venezuela            |
|          | Garabito, Gerson   | R        | R        | 6'0      | 160        | 08/19/1995          | Venezuela            |
| 59       | Guillen, Ángel     | R        | R        | 6'2      | 150        | 01/24/1997          | Venezuela            |
| 76       | Lamon, Moisés      | R        | R        | 0'0      | 0          | 03/13/2003          | Venezuela            |
|          | Leal, Elis         | R        | R        | 6'1      | 170        | 01/03/2002          | Venezuela            |
| 91       | Leal, Werner       | R        | R        | 6'1      | 160        | 07/08/1995          | Venezuela            |
|          | López, Porfirio    | L        | L        | 5'10     | 200        | 03/24/1990          | Venezuela            |
| 72       | Martínez, Jesús    | L        | L        | 5'11     | 165        | 12/04/1986          | Venezuela            |
| 20       | Ortega, Anthony    | R        | R        | 6'0      | 185        | 08/24/1985          | Venezuela            |
| 54       | Palma, Eugenio     | L        | L        | 5'11     | 170        | 11/26/1996          | Venezuela            |
|          | Palma, Wilker      | R        | R        | 6'1      | 170        | 05/08/2002          | Venezuela            |
| 62       | Palumbo, Angelo    | R        | R        | 6'3      | 180        | 11/10/1995          | Venezuela            |
|          | Perrone, Sebastián | R        | R        | 5'11     | 180        | 04/08/2000          | Venezuela            |
| 73       | Rodríguez, Ramón   | R        | R        | 5'11     | 180        | 03/01/1994          | Venezuela            |
| 40       | Rumbos, José       | R        | R        | 6'0      | 165        | 11/11/1998          | Venezuela            |
| 75       | Sánchez, Romulo    | R        | R        | 6'5      | 270        | 04/28/1984          | Venezuela            |

| Cácheres | Cácheres        | Cácheres | Cácheres | Cácheres | Cácheres   | Cácheres            | Cácheres            |
| #        | Nombre          | Batea    | Lanza    | Altura   | Peso (Lbs) | Fecha de nacimiento | Lugar de nacimiento |
| -------- | --------------- | -------- | -------- | -------- | ---------- | ------------------- | ------------------- |
| 96       | Álvarez, Luis   | R        | R        | 5'11     | 230        | 02/28/1990          | Venezuela           |
| 40       | Morales, Tomas  | R        | R        | 6'0      | 190        | 07/30/1991          | Venezuela           |
| 14       | Rivero, Gregori | B        | R        | 6'0      | 202        | 05/27/1996          | Venezuela           |

| Infielders | Infielders                 | Infielders | Infielders | Infielders | Infielders | Infielders          | Infielders           |
| #          | Nombre                     | Batea      | Lanza      | Altura     | Peso (Lbs) | Fecha de nacimiento | Lugar de nacimiento  |
| ---------- | -------------------------- | ---------- | ---------- | ---------- | ---------- | ------------------- | -------------------- |
| 7          | Angarita, Alfredo          | B          | R          | 5'10       | 155        | 11/16/1996          | Venezuela            |
| 4          | Barrios, Pedro             | R          | R          | 5'9        | 189        | 12/27/2002          | Venezuela            |
|            | Cardona, Hugo              | R          | R          | 5'11       | 145        | 09/05/1999          | Venezuela            |
|            | Flete, Bryant              | L          | R          | 5'10       | 146        | 01/31/1993          | Venezuela            |
| 2          | Herrera, Carlos            | L          | R          | 6'0        | 145        | 09/23/1996          | Venezuela            |
|            | Ilarraza, Reinaldo         | B          | R          | 5'10       | 150        | 01/12/1999          | Venezuela            |
| 36         | Martínez, Alberth          | R          | R          | 6'1        | 170        | 01/23/1991          | Venezuela            |
|            | Pimentel, Sandber          | L          | L          | 6'3        | 220        | 09/12/1994          | República Dominicana |
| 7          | Rodríguez, Henry Alejandro | B          | R          | 5'8        | 200        | 02/09/1990          | Venezuela            |
|            | Sierra, Moisés             | R          | R          | 6'1        | 233        | 09/24/1988          | República Dominicana |

| OutFielders | OutFielders       | OutFielders | OutFielders | OutFielders | OutFielders | OutFielders         | OutFielders         |
| #           | Nombre            | Batea       | Lanza       | Altura      | Peso (Lbs)  | Fecha de nacimiento | Lugar de nacimiento |
| ----------- | ----------------- | ----------- | ----------- | ----------- | ----------- | ------------------- | ------------------- |
| 19          | Cordero, Josmar   | R           | R           | 5'10        | 175         | 09/10/1991          | Venezuela           |
| 47          | Díaz, Frank       | R           | R           | 6'1         | 210         | 10/06/1983          | Venezuela           |
| 23          | Hernández, Brayan | R           | R           | 6'2         | 175         | 09/11/1997          | Venezuela           |

Nota:
L: Batea a la Izquierda, R: Batea a la Derecha B: Batea Ambas